# 云岭乡 (永嘉县)
云岭乡是中华人民共和国浙江省温州市永嘉县下辖的一个乡。
2016年1月23日，浙江省人民政府批复同意调整鹤盛镇管辖范围，增设云岭乡，乡政府驻岭北村。

## 行政区划
云岭乡下辖以下村级行政区划单位：
岭北村、岭南村、鱼里村、黄家山村、金墩村、红枫村、半山村、小陈村、蔡岙村、富源村、上港村、中源村、南陈村、南坑村、山南村、英岙村和山根村。